# 松叶笠螺
松叶笠螺（学名：Cellana nigrolineata），是原始腹足目笠螺科盖笠螺属的一种。主要分布于韩国、台湾，常栖息在潮间带岩礁。